# Keri Hulme
Pour les articles homonymes, voir Hulme (homonymie).
Keri Hulme (née le 9 mars 1947 à Christchurch et morte le 27 décembre 2021 à Waimate) est une écrivaine néo-zélandaise surtout connue pour The Bone People, son seul roman.

## Biographie
Hulme est née à Christchurch, sur l'île du Sud de la Nouvelle-Zélande. L'enfant aîné d'une fratrie de six, ses parents sont d'origine anglaise, écossaise et maori. Son père est charpentier et sa mère est chef du service du crédit. Son père meurt quand la jeune Keri a onze ans.
Son éducation commence à la North New Brighton Primary School et à la Aranui High School. Après ses études secondaires elle travaille dans la récolte du tabac à Motueka. Elle commence à étudier le droit à l'université de Canterbury en 1967, mais quitte ses études après quatre trimestres et retourne à la récolte du tabac. En 1972 elle décide d'écrire à temps plein, mais malgré le soutien de sa famille elle se voit de retour au travail neuf mois plus tard. Elle continue à écrire ; certaines de ses œuvres de l'époque sont publiées sous le pseudonyme « Kai Tainui ». Elle continue également son travail sur son roman The Bone People, publié en février 1984. Le roman est refusé par plusieurs maisons d'édition avant d'être accepté par le Spiral Collective, mais gagnera le New Zealand Book Award for Fiction en 1984 et le Prix Booker en 1985.
Hulme a été écrivaine résident à l'université d'Otago en 1978 et à l'université de Canterbury en 1985. Elle est bienfaitrice du Republican Movement of Aotearoa New Zealand depuis 1996. Elle est aromantique, asexuelle et athée.
Elle habite à Okarito, dans la région de West Coast de l'île du Sud.

### Romans
- The Bone People (1984), prix Booker 1985
- Bait et On the Shadow Side (en cours)

### Poésie
- The Silences Between (Moeraki Conversations) (1982)
- Lost Possessions (1985)
- Strands (1992)

### Nouvelles
- Te Kaihau: The Windeater (1986)
- Te Whenua, Te Iwi/The Land and The People (1987)
- Homeplaces: Three Coasts of the South Island of New Zealand (1989)
- Stonefish (2004)